# Ambulanssjukvård

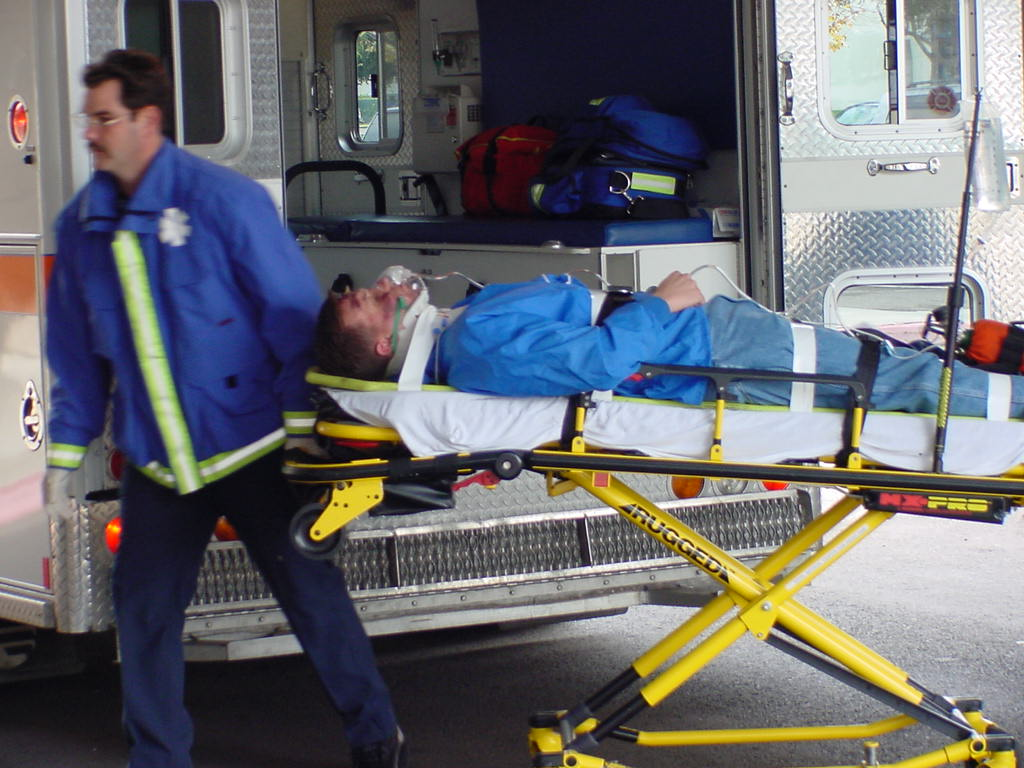
Skadad patient på bår.

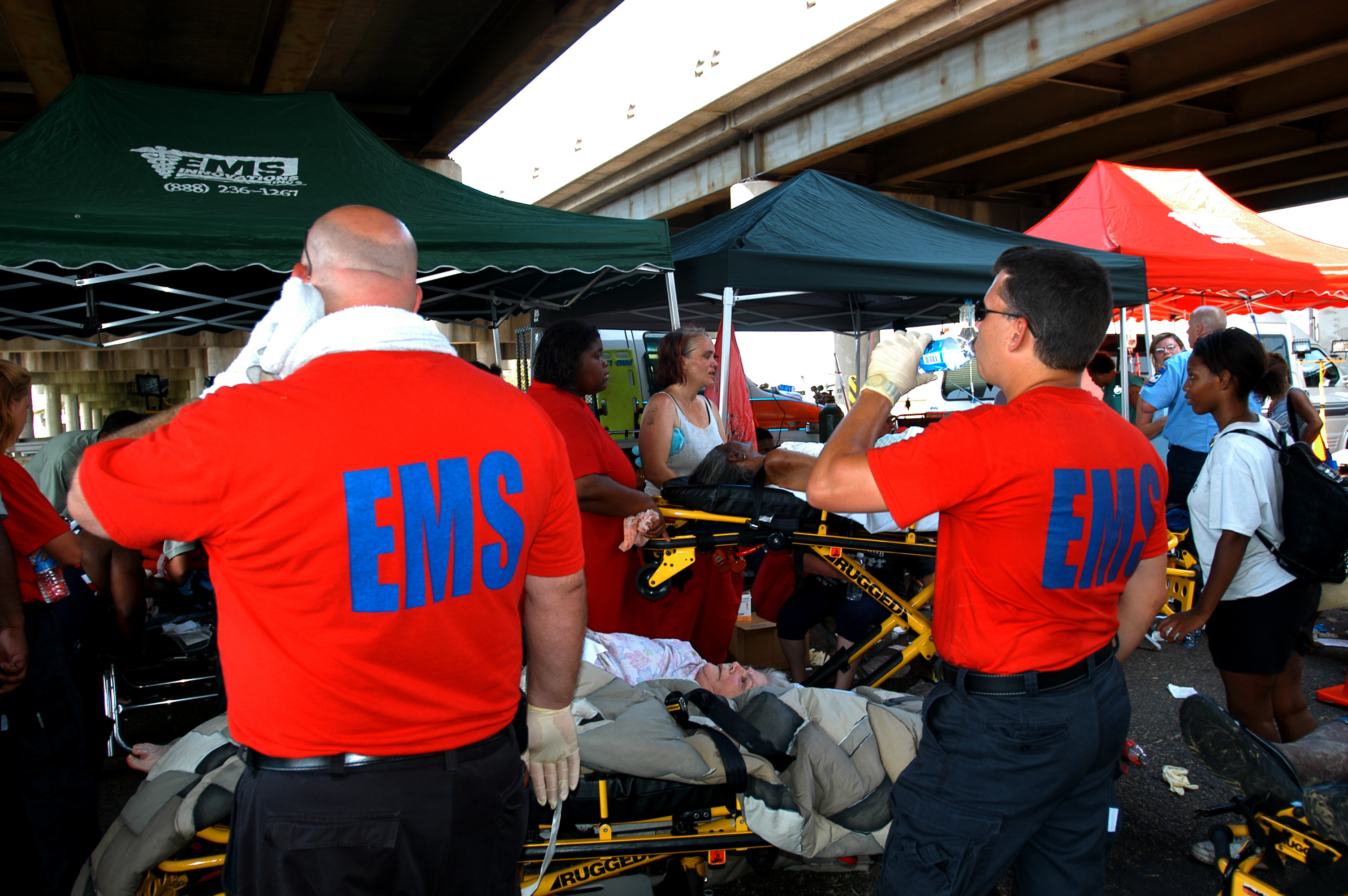
Ambulanssjukvårdare under rast efter Orkanen Katrina 2005

Ambulanssjukvård är den sjukvård som bedrivs på hämtplats (i hemmet, arbetsplatsen, olycksplatsen etc.) samt i en ambulans under transporten till sjukhus. Ambulanssjukvård är en gren av prehospital vård, den vård som bedrivs innan patienten kommer till hospital vård (sjukhusvård). Ambulanssjukvårdens utformning varierar mellan olika länder, men någon form av markambulans, flygambulans eller sjöambulans brukar kunna tillkallas genom nödnummer.

## Sverige
Verksamheten i Sverige har Socialstyrelsen som tillsynsmyndighet och lyder under Hälso- och sjukvårdslagen. I Sverige finns tre yrkeskategorier som arbetar i ambulansen:
- Ambulanssjukvårdare - Undersköterska med påbyggnadsutbildning om 7, 10, 20 eller 40 veckor ambulanssjukvård. Utbildningen till ambulanssjukvårdare är idag en eftergymnasial utbildning på Yrkeshögskolan. Det förekommer även endast grundutbildade undersköterskor i ambulanssjukvården.
- Sjuksköterskor - Grundutbildad sjuksköterska som arbetar i ambulanssjukvården. I vissa regioner/ Landsting i Sverige arbetar grundutbildade sjuksköterskor som ambulanssjukvårdare. Vissa regioner har krav på att den som arbetar i ambulansen som sjuksköterska ska ha viss erfarenhet för att få anställning.
- Specialistsjuksköterska - Vidareutbildad sjuksköterska som oftast har specialistkompetens inom ambulanssjukvård, anestesi eller intensivvård. Men även andra specialiter förekommer.

### Svenska ambulanssjukvårdens utveckling
År 1905 mobiliserade drottning Sophia militära hästambulanser inför det hotade kriget mellan Norge och Sverige. Då kriget aldrig bröt ut togs "Sophiaambulanserna" istället i civilt bruk. 1910 togs Sveriges första automobilambulans i bruk med placering på Johannes brandstation i Stockholm denna hade en hastighet på ca 25 km/h och var toppmodern för sin tid. Ambulanserna hade tidigt i historien utryckningssignaler först i form av ringklockor och senare i form av sirener. I början hade ambulanserna fast rött ljus senare blinkande rött ljus följt av Europaharmoniseringen ändrades ljuset till blått på 1960-talet. Dock dröjde det länge innan man började att tänka på vårdbehovet på allvar då ambulansen endast sågs som en transportresurs. Sverige låg efter kompetensmässigt i vårddelen och först 1968 fastslogs författningsmässigt att sjuktransporter var sjukvårdshuvudmännens ansvar, och i samband med detta utformades en treveckorsutbildning som till en början var frivillig. I mitten av 1970-talet förlängdes utbildningen till sju veckor och blev då också obligatorisk. Under 1970-talet började några landsting att driva ambulanssjukvården i egen regi och strävade då efter att bemanna ambulanserna med undersköterskor då dessa tidigare ofta bemannas av växeltjänstgörande brandmän i städerna eller taxifolk på landsbygden. Under 1980-talet utvecklades ambulanssjukvården fort och även entreprenörerna krävde numera heltidsarbetande ambulanspersonal med minst undersköterskekompetens, trots hårt motstånd från brandchefer runt om i landet som tyckte att det försvårade rekryteringen då personal utan utbildning inte längre kunde bemanna ambulanserna. Under 1990-talet kom fler sjuksköterskor in i ambulanssjukvården. 1 oktober 2005 försvann möjligheten för ambulanssjukvårdare (undersköterskor med vidareutbildning inom ambulanssjukvård) att ge läkemedel på delegering och därför finns det idag minst en sjuksköterska i varje ambulans, detta efter ett beslut från Socialstyrelsen med avsikt att höja kompetensen inom svensk ambulanssjukvård. I dagens ambulans arbetar därför antingen en ambulanssjukvårdare och en sjuksköterska eller två sjuksköterskor. Sjuksköterskan kan vara specialistutbildad vilket också är ett krav i vissa landsting, exempel Stockholm och Skåne där varje akutambulans har minst en specialistutbildad sjuksköterska.  

### Hot och våldsproblematik i ambulanssjukvården
Enligt ordföranden för Alarm Ambulansförbundet, Sveriges största fackförbund för ambulanspersonal, så är hot och våld mot ambulanspersonalen mycket mer vanligt 2015 än 20 år tidigare på 90-talet. Hotbilden medför att patienter kan få vänta på vård innan man åker in i områden med hög brottslighet eftersom ambulansen tvingas vänta på poliseskort. Ambulanspersonalen är också återhållsamma med att anmäla incidenter eftersom de inte vågar vittna mot kriminella ligor och förbundet har efterlyst militär skyddsutrustning och specialutbildning för våldsamma situationer.